# 查佛·坦根加
查佛·坦根加（英語：Japhet Tanganga，1999年3月31日—）為剛果裔英格蘭足球員，司職後衛，現時效力英格蘭冠軍足球聯賽球會米尔沃尔。

## 生涯
坦根加出生在英國倫敦哈克尼的一個剛果家庭，中學時就讀Greig City Academy並於10歲時加入托定咸青年學院。2019年6月坦根加與熱刺續約至2020年。2019年9月24日，坦根加在聯賽盃對科尔切斯特的比賽首次上陣。2020年1月11日在對利物浦的主場比賽更完成首次英超正選上陣。3日後在足總盃對米德尔斯堡的重賽中打滿90分鐘，協助球隊以2-1勝出。賽後更獲選為本場比賽最佳球員。

## 國際賽生涯
坦根加曾代表英格蘭各級青年隊比賽（U16、U17、U18、U19、U20）。2017年坦根加隨隊出戰土倫盃並奪冠而回。

## 外部連結
- Soccerway資料庫：查佛·坦根加
- Premier League profile （页面存档备份，存于）